# جيوفري نيكو
جيوفري نيكو (بالإنجليزية: Geofrey Nyeko)‏ (مواليد 2 فبراير 1959) هو ملاكم أوغندي، مثّل بلاده في الألعاب الأولمبية الصيفية في دورتي 1980 و1984.

## روابط خارجية
جيوفري نيكو على موقع اللجنة الأولمبية الدولية (الإنجليزية)
- جيوفري نيكو على موقع أوليمبيديا (الإنجليزية)
- جيوفري نيكو على موقع اتحاد ألعاب الكومنولث (مؤرشف) (الإنجليزية)